# Amira El Sayed
Amira El Sayed (anhörenⓘ * 3. Juni 1991 in Innsbruck) ist eine österreichische Schauspielerin mit ägyptischen Wurzeln.

## Leben
Amira El Sayed wurde als Tochter einer Österreicherin und eines Ägypters geboren und wuchs in Tirol und Alexandria auf. 2010 begann sie eine Schauspielausbildung am Wiener Max Reinhardt Seminar, die sie jedoch nicht beendete. Rollenunterricht hatte sie unter anderem bei Klaus Maria Brandauer. Am Theater in der Josefstadt spielte sie 2010 unter der Regie von Heribert Sasse in Die Zofen die Rolle der Solange und in Dantons Tod die Lucile, am stadtTheater walfischgasse stand sie in der Saison 2010/11 in Der Kleopatra Club unter der Regie von Rupert Henning als Ismet auf der Bühne.
2013 veröffentlichte sie mit Klang der Freiheit ein Buch über ihre Familie, Ägypten und den Arabischen Frühling bzw. dessen Vorgeschichte. Im Fernsehfilm Die verbotene Frau spielte sie 2013 die Rolle der rebellischen Daima, in dem 2016 veröffentlichten Kinofilm Ein Hologramm für den König die Rolle der Maha. 2017 verkörperte sie in der Schweizer-Fernsehserie Wilder (SRF) die Rolle der Amina Al-Baroudi, außerdem stand sie für Dreharbeiten zur Fernsehserie Deutschland 86 und für den NDR-Fernsehfilm Der Richter (Regie Markus Imboden) vor der Kamera.

## Filmografie (Auswahl)
- 2013: Alles Schwindel (Fernsehfilm)
- 2013: Die verbotene Frau
- 2013: Paul Kemp – Alles kein Problem – Schwarz auf Weiß
- 2014: Schleierhaft (Kurzfilm)
- 2015: Kommissar Dupin – Bretonisches Gold
- 2015: Großstadtrevier – Kameraden (Fernsehserie)
- 2016: Hotel Rock’n’Roll
- 2016: Ein Hologramm für den König
- 2016: SOKO Donau – Der dritte Mann (Fernsehserie)
- 2017: Die letzte Spur – Freispruch
- 2017: Wilder (Fernsehserie)
- 2018: Das Institut – Oase des Scheiterns – Kallalabale und Liebe
- 2018: Ransom – Promised Land (Fernsehserie)
- 2018: Deutschland 86
- 2019: Riviera (Fernsehserie, eine Episode)
- 2019: Vier Frauen und ein Todesfall – Handkuss, Wahnwitz (Fernsehserie)[6]
- 2021: Hanna (Fernsehserie, zwei Episoden)
- 2023: Spy/Master (Fernsehserie, sechs Episoden)

## Publikationen
- Klang der Freiheit, Letter P, Wien 2013, ISBN 978-3-9503168-4-1